# Salta (episodio de ALF)
Salta titulado Jump en la versión original, es el noveno episodio de la primera temporada de la serie ALF, donde Willie salta de un avión con paracaídas.

## Sinopsis
Al cumplir 45, Willie ve el regalo de ALF donde ve las fotos de los novios de Kate todos lograron sus metas y él se siente frustrado por nunca haber saltado de un paracaídas. Willie cuenta que hace 20 años había cinco personas en un avión y solo cuatro saltaron. ALF lo ayuda a practicar y a practicar para lograrlo, ya que él decide hacer sus metas y luego de que Kate le diga cuantos metros saltará, él se asusta y sueña con el día de su graduación y hasta ALF estaba ahí. Pero al otro día en el avión Willie iba a tirarse y justo cuando se iba a negar, el hombre no oyó por el ruido y no tuvo más remedio que saltar; pasó a la historia.